# Leptopelis zebra
Espèce
Statut de conservation UICN

 NT  : Quasi menacé
Leptopelis zebra est une espèce d'amphibiens de la famille des Arthroleptidae.

## Répartition
Cette espèce est endémique du Cameroun. Elle se rencontre au sud du Sanaga vers 720 m d'altitude.
Sa présence est incertaine en Guinée équatoriale et au Gabon.

## Description
Les mâles mesurent de 29 à 38 mm et les femelles jusqu'à 45 mm.

## Publication originale
- Amiet, 2001 : Un nouveau Leptopelis de la zone forestière camerounaise (Amphibia, Anura, Hyperoliidae). Alytes. Paris, vol. 19, p. 29-44.